# Петров вал (канал)
Петров вал — незаконченная попытка соединения Волги и Дона судоходным каналом по инициативе императора Петра I в 1697—1701-х годах через волгодонский волок. Ров и земляные валы сохранились в Камышинском районе Волгоградской области под названием «Петров вал», по ним названа железнодорожная станция Петров Вал.
Первую попытку заменить волок каналом, соединяющим бассейны рек, предприняли султан Селим II, его великий визирь Мехмед Соколлу и крымский хан Девлет I Герай во время Русско-турецкой войны 1568—1570 годов. Как и война, эта попытка окончилась неудачей, численности рабочих — около 12 тысяч — было недостаточно для быстрой выемки громадного объёма грунта, а для длительных работ не было времени из-за постоянных нападений русских войск и отдалённости от основной продовольственной базы — Крыма.
Вторую попытку предпринял Пётр I в 1697—1701 годах. Теперь уже Россия проводила экспансию на юг, предпринимая попытки поглощения этой территории. Два Азовских похода 1695 и 1696 годов достигли своей цели лишь частично — удалось выйти в Азовское море через порты Азов и Таганрог, но для преодоления Керченского пролива и выхода в Чёрное море сил не хватило. Для тылового обеспечения нового похода был предпринят ряд мероприятий: землевладельцы для сбора денег на постройку кораблей азовской флотилии были принудительно объединены в кумпанства, молодые дворяне были отправлены за границу для обучения мореходному делу, были построены верфи Воронежского адмиралтейства и предпринята попытка прорыть канал Волго-Дон.
Для уменьшения объёма земляных работ возникла идея использовать русла рек Иловля, Грязновка и Камышинка — тогда, кроме дноуглубительных работ, на реках необходимо было прокопать только около 15 километров с шириной канала в 27 метров. Голландский адмирал Корнелиус Крюйс исследовал местность и составил проект «Новая и правдивая карта о перекопе, чтобы из Дону или Танаиса кораблям Иловлею рекою до Камышенки и Камышенкою рекою в Волгу или Астраханскую реку в Каспийское море входить», который был послан в Парижскую академию наук и был там одобрен. По этому плану предполагалось построить 10 шлюзов и 4 плотины для повышения уровня воды Иловли и Камышинки. Работы начались в 1697 году под общим руководством начальника Казанского приказа князя Бориса Алексеевича Голицына, «главным инженером» в современных терминах был назначен немец Иоаганн Бреккель, который уже служил военным инженером в русских войсках во время Азовских походов. В 1698 году были прорыты 4 километра канала и на Камышинке был построен первый шлюз, но при попытке его заполнения водой он разрушился. Бреккель тайно покинул стройку и уехал из России. Приглашённый новый инженер англичанин Джон Перри (который был замечен Петром во время пребывания Великого посольства в Лондоне) признал направление канала неправильным и начал рыть новое русло шириной 47 метров. С весны до поздней осени 1701 года на канале работало до 15 000 человек, и к 1702 году было прорыто 8 километров и построено несколько шлюзов. Однако с началом Северной войны все силы страны были брошены на выход России к Балтийскому побережью и стройка прекратилась. Первоначально планировалось в скором времени вернуться к строительству, но этого не произошло. К началу XXI века в Камышинском районе Волгоградской области сохранились два сухих русла каналов, северный Бреккеля и южный Перри. Напоминание о незавершённом проекте осталось в современной топографии — возникший рядом город получил название Петров Вал.

Сообщение между двумя названными большими реками, на пространстве около 140 русских миль, возможно посредством двух меньших рек, из коих одна называется Илавля и впадает в Дон, а другая Камышинка впадает в Волгу; на этих малых реках предполагалось устроить шлюзы, чтоб сделать эти речки судоходными, а также предполагалось, на протяжении около 4-х русских миль, по твердой земле прокопать канал в том месте, где эти две реки протекают на более близком расстоянии одна от другой. Такая работа, если б она пришла к окончанию, была бы весьма выгодною для владений Царя, особенно в случае войны с Турками, Крымскими Татарами, Персией, или с одной из стран, прибрежных к Каспийскому морю.
Работа эта, как уже сказано выше, была начата неким немцем, полковником Брекелем (Breckell); он был полковником в царской армии и считался очень хорошим инженером по части укреплений; но мало смысля дело, которое взял на себя, так неосновательно начертил план канала, что первый устроенный шлюз сорвало, то есть, он подался в основании и под запертыми воротами вода свободно протекла. Вследствие этого, с наступлением зимы, приехав в Москву, Брекель выхлопотал паспорт для одного из слуг своих, под предлогом отправки его за границу для необходимых покупок по части работ, да и сам с этим паспортом бежал из страны. Царь был об этом уведомлен вовремя пребывания своего в Англии, и потому соблаговолили, немедленно отправить меня, чтоб исследовать, насколько эта работа возможна, что и было исполнено мною в течение того же года. По возвращении Царя из-за границы в Москву, я представил ему чертеж и донесение, в котором излагал причины, вследствие коих работа Брекеля была неправильно задумана, и тем дал Царю о ней настоящее понятие. Его Величество благоволил приказать мне взять на себя исполнение этой работы и начать копать канал на новом месте, избранном мною как более удобном; так как тут при меньшем труде, легче было устроить шлюзы. Этою работою я занимался три года сряду, в течение летних месяцев, и потребовал 30,000 человек работников, но никогда не мог получить и половины этого числа, а в последний год не было прислано в мое распоряжение даже и 10,000 человек, не говоря о том, что всегда чувствовался недостаток в хороших мастерах и необходимом количестве материала. Касательно этого последнего обстоятельства, я каждую зиму, во время поездок моих в Москву, собственноручно подавал Царю список требуемого материала, особенно для постройки шлюзов; но в это время Царь потерпел поражение под Нарвой, и война со Шведами грозила надолго затянуться. Все это требовало и людей и денег. В конце 1701 года я получил приказание прекратить на время работу и оставить на месте одного из моих помощников, поручив ему наблюдать за тем, чтобы время и случайности не разрушили уже сделанного (некоторые шлюзы были почти окончены и канал в половину прокопан)
— Джон Перри. "Состояние России при нынешнем царе. В отношении многих великих и замечательных дел его по части приготовлении к устройству флота, установления нового порядка в армии, преобразования народа и разных улучшений края"  Чтения императорского Общества Истории и Древностей Российских. №1 1871 год. Перевод Дондуковой-Корсаковой
История строительства канала легла в основу повести Андрея Платонова Епифанские шлюзы.
Идею соединения рек каналом, которую не удалось реализовать султану Селиму II и императору Петру I, воплотили только в 1952 году, когда открыл свои шлюзы Волго-Донской канал.

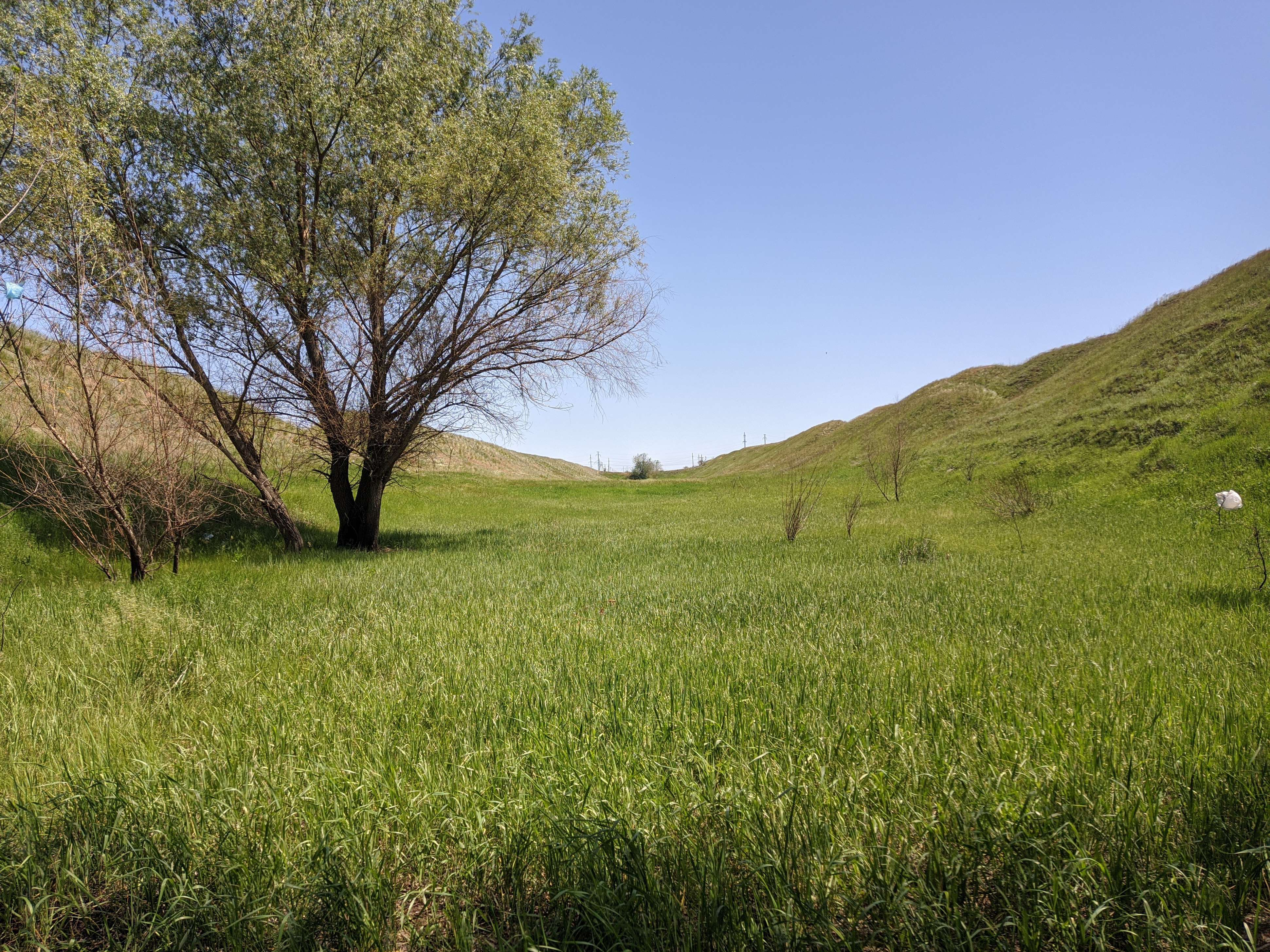
Петров вал: Канал, попытка Петра Первого соединить Волгу и Дон.